# Annabelle (film)
Annabelle er en amerikansk overnaturlig horror-film fra 2014, som er instrueret af John R. Leonetti, produceret af James Wan,  og skrevet af Gary Dauberman. Det er både en prequel til og spin-off af Nattens dæmoner. Stjernerne i filmen er Annabelle Wallis, Ward Horton og Alfre Woodard. Filmen blev udgivet på verdensplan den 3. oktober 2014.
Annabelle havde premiere på TCL Chinese Theatre i Hollywood, Los Angeles, den 29. september 2014.

## Plot
Filmen starter med samme åbning scene fra Nattens dæmoner, i 1968, hvor to unge kvinder og en ung mand fortæller Ed og Lorraine Warren om deres erfaringer med en dukke kaldet Annabelle, som de mener, er hjemsøgt.
I 1967 bor John og Mia Form i Santa Monica og venter deres første barn. John giver hende en dukke, som hun har forsøgt at finde. Mia elsker den og sætter den sammen med resten af hendes dukkesamling, og siger, at hun "passer godt ind i." Om natten Mia hører at et mord forekommer ved deres naboer, Higgins. Da Mia vender hjem og ringer til politiet, som hendes mand fortalte hende at skulle gøre, bliver hun overfaldet af en kvinde, som holde dukken og en mandlig medskyldig. John og politiet ankommer og dræbe manden, mens kvinden dræber sig selv. Hun efterlader en blodig symbol trukket på væggen og en dråbe af hendes blod falder på ansigtet af dukken i hendes arme. En nyhedsrapport viser, at angriberne var Annabelle Higgins og hendes kæreste. De havde myrdet sine forældre og siges at have været en del af en satanisk kult.
Siden Annabelle holdt dukken mens hun var døende, spørger Mia John om han vil smide den væk. Senere, efter en brand forårsaget af dukken, snubler Mia flygtende fra branden og går i fødsel, hvor Mia føder en sund baby pige ved navn Leah. Familien flytter ind i en ny lejlighed, i Pasadena. Mia pakker hendes dukker ud og finder den ene, som de havde tænkt sig at kassere. Mere mærkeligt aktivitet plager Mia og hendes nye baby. Hun kontakter en detektiv, der informerer hende om Annabelle og hendes kærestes historie i en kult, der søger at tilkalde en dæmon ved at hævde en sjæl. Mia går til en boghandel ejet af en kvinde ved navn Evelyn og afgør ud fra en bog, at ånden som hjemsøger hende, ønsker Leahs sjæl. Evelyn fortæller Mia, at hun havde en datter ved navn Ruby, der var omkring Mias alder, hvor hun døde i en bilulykke forårsaget af Evelyn. Hun var så fortvivlet og skyld-redet, at hun forsøgte selvmord. Hun hævder imidlertid at have hørt Rubys stemme fortæller hende, at det ikke var hendes tid.
Parret kontakter deres kirkens præst, Fader Perez, der forsøger at tage dukken med ham i kirke. Annabelles spøgelse angriber ham med en dæmonisk udseende skabning, og dukken forsvinder. Perez advarer John, om at det faktisk var Annabelles ånd, der forårsagede hans skader, og at han følte, hvor meget dæmonen ønskede Mias sjæl. John forsøger at advare Mia. Under endnu et angreb, synes Annabelle at svæve, men Mia ser dæmon holde Annabelle i luften, hvilket betyder, at dukken selv ikke har nogen magt, men udelukkende manipuleres og flyttes af en dæmon. I mellemtiden, skubber den dæmoniske tilstedeværelse Evelyn ud af lejligheden og håner Mia samtidig ved tage hendes baby. Mia forsøger at dræbe Annabelle og spørger ham, hvis der er en anden måde, og det siger, at hun kan tilbyde ham sin sjæl. John og Evelyn bryde døren åben for at finde Mia klar til at hoppe ud af vinduet med Annabelle i hendes hænder. John redder Mia; Evelyn tager fat i Annabelle og beslutter at gøre det offer, vel vidende dette er den måde, hun kan sone for Ruby død. Hun hopper ud af vinduet og er vist nederst ved et højhus, død ved siden af Annabelle. Leah findes derefter sikker og forsvarlig i hendes vugge.
Seks måneder senere, er Forms flyttet og har ikke set Annabelle siden da. Andetsteds, køber moren til en af pigerne i åbningensscenen Annabelle som en gave til hendes barn. Den afslutteende tekst fortælles det, at den reelle Annabelle dukke er bosat i en sag i Ed og Lorraine Warren museum, og at det er velsignet af en præst to gange om måneden for at holde offentligheden sikkert fra det onde, der stadig opholder sig i dukken.
Den sidste skud viser kameraet dvæle på Annabelle, som om hun vil gøre et træk, før skærmen skærer ud i sort.

## Rollebesætning
- Annabelle Wallis[6] som Mia Form
- Ward Horton[6] som John Form
- Tony Amendola som Fader Perez
- Alfre Woodard[7] som Evelyn
- Kerry O'Malley som Sharon Higgins
- Brian Howe[8] som Pete Higgins
- Eric Ladin[8] som Detektiv Clarkin
- Ivar Brogger som Dr. Burgher
- Tree O'Toole som Thin Woman; Annabelle Higgins
  - Keira Daniels som 7-årige Annabelle Higgins
- Patrick Wilson som Ed Warren
- Morganna May som Debbie
- Amy Tipton som Camilla
- Michelle Romano som Mary
- Christopher Shaw som Fuller

## Produktion
Den 8. november 2013 blev et spin-off film af Nattens dæmoner, og som byder på dukken Annabelle fra filmen, annonceret for at være i udvikling af Warner Bros. og New Line Cinema. Den er baseret på "angiveligt faktuelle bedrifter af spøgelses-jægere Ed og Lorraine Warren". Med Peter Safran og James Wan som producerer, John R. Leonetti som instrueret filmen fra et manuskript skrevet af Gary Dauberman.

### Casting
Den 15. januar 2014 blev nyheden bekræftet, at Annabelle Wallis og Ward Horton ville spille hovedrollerne i filmen. To flere skuespillere, Eric Ladin og Brian Howe, sluttede sig til filmen i slutningen af januar før den prisvindende veteran Alfre Woodard også tilsluttede sig til rollebesætningen.

### Filmoptagelser
Filmoptagelserne startede den 27. januar 2014 på The Book Shop i Covina. Den 25. februar 2014 fortsatte optagelserne i en lejlighed i South Normandie Avenue, hvor 55 besætningsmedlemmer skød i flere dage.
Instruktør John R. Leonetti og producer Peter Safran fortalte reportere, at Annabelle-sættet var "hjemsøgt", og at de tænkte at "overnaturlige fænomener" havde fundet sted der.

## Musik
Den 24. april 2014 blev Joseph Bishara hyret til at komponere musikken til filmen. WaterTower Music udgivet soundtracket albummet den 30. september 2014.

## Udgivelse
Warner Bros udgav filmen den 3. oktober 2014 på verdensplan. Det blev udgivet i over 52 udenlandske markeder i sin åbningsweekend.

### Box office
Den 2. november 2014 har Annabelle tjent $82.500.000 i Nordamerika og 149 millioner dollars i andre lande til en samlet sum på $231.500.000 på verdensplan .

#### Nordamerika
En tidlig analyse forventede at Annabelle kunne tjene brutto fra $25 til 27.000.000 i sin åbningsweekend, men dette var sat ned til et interval mellem $20 og 22 millioner dollar i slutningen af ugen. Annabelle blev udgivet den 3. oktober 2014 i 3.185 biografer i Nordamerika.. Filmen tjente $2.1 million fra torsdag aftens fremvisninger og tjente $15.4 million på sine åbningsdage (herunder torsdag brutto). Filmen debuterede som nummer to på box office i sin åbningsweekend med $37.134.255 ($11.659 per teater) fra 3.185 teatre i et kapløb med Kvinden der forsvandt ($ 37.513.109). De to udgivelser var adskilt af $ 378,854. Dens åbningsweekendsbruttoindtjening er den ellevte højeste i oktober og den største for en horrorfilm i 2014, overgår The Purge: Anarchy's $28.9 million åbning.

## Eksterne Henvisninger
- Annabelle på Internet Movie Database (engelsk)
- Annabelle på Filmdatabasen
- Annabelle på Scope
- Annabelle på AlloCiné (fransk)
- Annabelle på MovieMeter (nederlandsk)
- Annabelle på AllMovie (engelsk)
- Annabelle hos American Film Institute (engelsk)
- Annabelle på The Movie Database (engelsk)
- Annabelle på Rotten Tomatoes (engelsk)
- Annabelle på Metacritic (engelsk)